# Sicyonia longicauda
Sicyonia longicauda är en kräftdjursart som beskrevs av M. J. Rathbun 1906. Sicyonia longicauda ingår i släktet Sicyonia och familjen Sicyoniidae. Inga underarter finns listade i Catalogue of Life.